# Jesus, du som blodet har gjutit
Jesus, du som blodet har gjutit är en psalm med text skriven 1870 av Eden Reeder Latta och musik skriven 1881 av Henry Southwick Perkins. Texten översattes till svenska 1893 av Erik Nyström. Texten bearbetades 1986 av Gunnar Melkstam.

## Publicerad i
- Psalmer och Sånger 1987 som nr 607 under rubriken "Att leva av tro - Skuld - förlåtelse".[2]
- Segertoner 1988 som nr 533 under rubriken "Att leva av tro - Skuld - förlåtelse -rening".[1]